# 가가미정 (고치현)
가가미정(일본어: 香我美町)은 일본 고치현 가미군의 옛 정이다. 예전에는 가미군에 속한 독립된 자치체로 2006년 3월 1일 주변 4정촌과 합병하여 고난시가 되었다.

## 역사
- 1955년 4월 1일 - 기시모토정, 도쿠오지촌, 야마미나미촌, 야마기타촌 및 히가시가와촌의 일부를 합병해 성립하였다.
- 2006년 3월 1일 - 아카오카정, 노이치정, 야스정, 요시카와촌과 합병해 고난시가 성립하였다. 동일 가가미정은 폐지되었다.

## 교통

### 철도
- 도사쿠로시오 철도 아사 선

### 도로
- 국도 제55호선

## 참고 문헌
- 角川日本地名大辞典編纂委員会, 『角川日本地名大辞典 39 高知県』1983, 角川書店